# Chacretes
Chacretes eram as assistentes de palco dos programas do Chacrinha (Discoteca, a Buzina ou o Cassino). Entre as mais de 500 moças que ocuparam a vaga ao longo dos vários anos dos programas, Rita Cadillac figura entre as mais conhecidas.
A presença das Chacretes nas gravações do programa, que na virada dos anos 70 para os 80 ocorriam em São Paulo, causava furor na Avenida Brigadeiro Luiz Antonio.
Após a morte de Chacrinha, elas entraram em decadência e desapareceram da TV.
Após o fim do programa, a vida das ex-Chacretes já foi retratada tanto em documentários quanto na ficção, citando-se como exemplo as telenovelas Beleza Pura e Avenida Brasil e o documentário Alô, Alô, Terezinha!, dirigido por Nelson Hoineff. Contudo, neste último caso, a obra acabou resultando na abertura de um processo contra a produtora Comalt, responsável pelo filme, uma vez que as ex-dançarinas se sentiram rotuladas como prostitutas. O diretor Nelson Hoineff, posteriormente, produziu ainda um minidocumentário intitulado "Chacretes", focando-se no cotidiano das dançarinas.

## Chacretes
- Aurea Figueiredo
- Baby
- Beth Balanço
- Beth Boné (1972-1979)
- Bia Zé Colméia
- Cambalhota
- Chininha
- Cida Cleópatra[10]
- Claudia Paraguaia
- Cléo Toda Pura[10]
- Cristina Azul
- Cris Saint Tropez
- Daisy Cristal
- Débora Lúcia
- Edilma Campos
- Elvira
- Elza Cobrinha
- Érica Selvagem
- Esther Bem-Me-Quer (1982-1987)
- Estrela Dalva
- Fátima Boa Viagem (1978-1988)
- Fernanda Terremoto (1978-1984)
- Garça Dourada
- Geni
- Gláucia Sued
- Gleice Maravilha
- Graça Portellão (1980-1986)
- Gracinha Copacabana
- Índia Amazonense (1978-1983)
- Índia Potira (1969-1973)
- Índia Ana Farias
- Jussara Mendes
- Karina Fofura
- Kátia Regina
- Leda Zepelin (1979-1984)
- Lia Hollywood
- Lisete
- Lucinha Apache[11][12]
- Magda Teles
- Marlene Morbeck(Loura Sinistra)
- Mirian Cassino
- Pimentinha
- Regina Pintinha
- Regina Polivalente[10] (1982-1987)
- Rita Cadillac[10] (1976-1983)
- Rosane da Camiseta
- Roseli Dinamite
- Sandra Pérola Negra (1972-1979)
- Sandra Veneno
- Sandra Mattera
- Sandrinha Radical
- Sarita Catatau (1980-1984)
- Soninha Toda Pura
- Suely Pingo de Ouro (1981-1987)
- Valderez
- Valéria Mon Amour
- Vera (ou Verinha) Furacão e Eva Furacão (1969-1974)
- Welluma Brown

### Beth Boné
Elizabeth Barbosa da Cruz Alves ganhou o apelido porque usava um boné pra prender os cabelos. Seguiu os passos do marido e virou pastora e os dois celebram cultos evangélicos em casa. Sofreu de uma doença na perna e acredita que foi curada por Jesus.

### Cléo Toda Pura
No auge da fama, namorou famosos como Ronnie Von, Jerry Adriani, Tarcísio Meira. Depois foi para os Estados Unidos, onde morou por 10 anos. Seus filhos continuam por lá, um advogado e o outro técnico de futebol. De volta ao Brasil, trabalhou na Secretaria de Cultura do Rio de Janeiro.

### Fátima Boa Viagem
Também foi dançarina do Clube do Bolinha (1974-1994), mas não se adaptou. Teve todas as suas fotos e memórias dos tempos de Chacrinha queimadas por um ex-noivo. Teve um filho e, sem perspectivas de carreira na TV, passou a trabalhar como faxineira, cuidadora de animais e cozinheira.

### Fernanda Terremoto
Maria Aparecida Alves Fernandes era conhecida por Fernanda Terremoto (Rio de Janeiro, 1961  — 2003). Trabalhou no filme Furacão Acorrentado, em 1984. Deixou o programa para se dedicar à carreira de cantora. Em 85, foi eleita pela crítica como a melhor cantora revelação do ano, mas abandonou a carreira apenas dois anos depois. Morreu em 2003, vítima de AIDS.

### Gracinha Copacabana
Foi Chacrete por 18 anos e, após o fim do programa, seguiu sua paixão pelos animais, trabalhando em um pet shop no Rio de Janeiro e vive sozinha com seus dez cachorros.

### Gracinha Portelão
Maria das Graças sempre quis ser Chacrete, mas trabalhou antes com o Sargentelli. Também trabalhou para o produtor musical e pianista João Roberto Kelly. Ganhou o apelido por ser integrante de comunidade da escola de samba Portela. Fez curso de artes dramáticas e até ganhou um papel na novela Hipertensão, da Globo.

### Índia Amazonense
Lindalva Ferreira de Lima (Jequié — abril de 2019), mais conhecida como Índia Amazonenses, já tinha sido dançarina do programa Carlos Aguiar. Fez parte do elenco do Velho Guerreiro como Chacrete iniciando ainda na TV Bandeirantes, em 1978. Em 1983, deixou o programa do Chacrinha e estreou no Clube do Bolinha, como Bolete, onde permaneceu até 1989. Também foi mulata do Sargentelli. Participou de alguns filmes da era das pornochanchadas, como Tessa, a Gata e Aluga-se Moças.
Morreu em 2019. Ela tinha insuficiência renal crônica e fazia hemodiálise há alguns anos. Foi sepultada no Cemitério Parque dos Pinheiros. 

### Índia Potira
Maria da Glória Aguiar da Silva foi uma das mais famosas Chacretes. Segundo suas amigas, foi a que ganhou mais dinheiro na época. Aos 14 anos, já era casada e mãe. Seu passado foi um tanto conturbado, se envolveu com um traficante e chegou a ser presa três vezes.
Em 2013, fez uma participação em Amor à Vida como amiga da personagem Márcia (Elizabeth Savalla), que interpretava uma ex-chacrete na trama. Também participou da novela Beleza Pura, em 2008, em uma cena que foi gravada no programa Caldeirão do Huck.
Nos últimos anos, vivia na Comunidade da Babilônia, no bairro do Leme, Zona Sul carioca. Morreu aos 76 anos, no Rio, em 12 de julho de 2023.

### Leda Zepellin
Anna Maria de Angelo Ribeiro ficou até 1984, quando foi para o Bolinha, mas fez apenas um programa, saindo de cena em seguida. Morreu em 1998, com apenas 38 anos de idade.

### Lucinha Apache
Lucinha Apache, nome artístico de Lucia Souza de Mattos Monteiro (1951 — 1 de abril de 2010) foi uma dançarina brasileira, chacrete do programa do Chacrinha de 1969 a 1974.
Foi tema de um documentário exibido no Canal Brasil em 2010.
Lucinha morreu aos em 2010, aos 59 anos, vítima de um infarto.

### Miriam Cassino
Chegou a ser tricampeã sulamericana de hip-hop e trabalha como professora de dança. Em Porto Alegre, onde mora, também ensina a modalidade zumba em resorts.

### Marli Bang Bang
Cirlene da Silva (Brasil, 1957 - Portugal, 17 de agosto de 2013) foi uma dançarina brasileira.
Cirlene era conhecida por Marli Bang Bang e foi uma das Chacretes do Cassino do Chacrinha. Após o término do programa, Marli se mudou para Portugal e morreu de câncer de pulmão.

### Sandra Mattera
A ex-dançarina Sandra Mattera, que se tornou conhecida por ser ajudante de palco de Chacrinha  entre 1968 e 1973, morreu na manhã do dia 27 de janeiro de 2018, aos 66 anos, no Rio de Janeiro.

### Sandra Pérola Negra
Ganhou o apelido do cantor Luiz Melodia. Saiu do programa para fazer shows, e dançou por todo o Brasil e até no Japão. Quando voltou, se casou e abandonou a carreira. Hoje, vende empadinhas nas ruas do Méier, no Rio.

### Sarita Catatau
Leila Batista foi apelidada assim por causa da sua baixa estatura. Tornou ativista e defensora do meio ambiente. Virou ecologista e morou em locais de grande conservação natural, como Bonito, em Mato Grosso do Sul, e em uma casa de pau a pique na praia de Canoa Quebrada, na cidade de Aracati.

### Suely Pingo de Ouro
Quando foi Chacrete, teve uma paixão platônica pelo cantor Guilherme Arantes. Após a participação no Programa, se lançou como cantora e até hoje faz shows de arrocha, em bailes e bares da periferia e do interior. É conhecida na noite como a "Rainha da Pisadinha". Gravou cinco discos de forró.

### Vera Furacão
Foi escolhida a dedo por Chacrinha, mas teve que deixar o programa precocemente porque ficou grávida. Afirmou que teve um caso com Silvio Santos em 1971, mas terminou o romance ao descobrir que o apresentador saía também com outras duas Chacretes. Após dar à luz, Vera foi trabalhar em um hospital como instrumentadora, onde se apaixonou por um colega, mas ele era gay.